# George Buckland
George Frederick Buckland (13. april 1883 - 28. januar 1937) var en britisk lacrosse-spiller som deltog OL 1908 i London.
Buckland vandt sølvmedalje i lacrosse under OL 1908 i London. Han var med på det britiske lacrossehold som kom på en andenplads i konkurrencen i lacrosse. Der var kun to hold med i konkurrencen.